# Blairmore (Alberta)
Pour les articles homonymes, voir Blairmore.
Blairmore est une communauté urbaine des montagnes Rocheuses localisée dans la municipalité de Crowsnest Pass, dans le sud-ouest de l'Alberta, au Canada. Elle était une ville autonome avant 1979 jusqu'elle a fusionné avec quatre autres municipalités pour former Crowsnest Pass. Blairmore est le principal centre commercial de Crowsnest Pass.

## Histoire

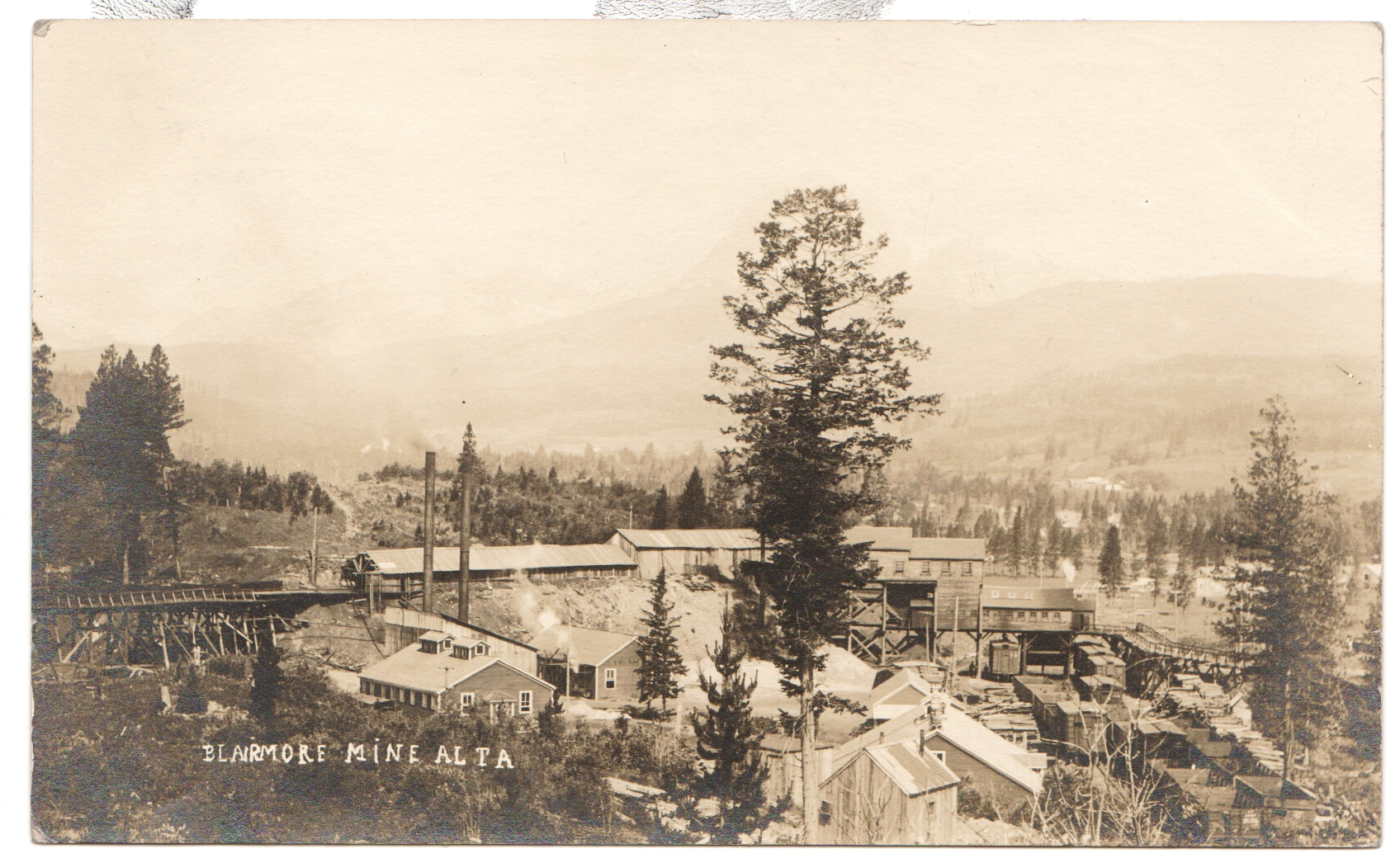
Ancienne mine à Blairmore

À l'origine un arrêt du chemin de fer du Canadien Pacifique appelé Tenth Siding ou The Springs (pour la source froide de soufre à l'est), le lieu a été renommé Blairmore en novembre 1898 et elle a obtenu un bureau de poste l'année suivante. Un différend de dix ans au sujet de la propriété foncière entre l'agent de la gare du CP et le contremaître de section a freiné les premiers développements. La principale industrie de Blairmore était le bois d’œuvre et, après 1907, le charbon. D'autres industries suivirent et le 29 septembre 1911 Blairmore a obtenu le statut de ville. Avec le déclin de la communauté voisine de Frank, Blairmore est rapidement devenu le centre économique de la région. La mine Greenhill, située juste au nord de Blairmore, est devenue le pilier de la communauté jusqu'à sa fermeture en 1957. [réf. nécessaire]
Emilio Picariello (1875 - 1923) est l'un des premiers personnages de la ville. "Emperor Pic" s'est installé à Blairmore en 1918 et exploitait plusieurs entreprises, mais a également importé illégalement de l'alcool de la Colombie-Britannique voisine pendant l'interdiction. Picariello et Florence Lassandro ont été pendus en 1923 après la mort par balle du constable Steve Lawson de la police provinciale de l' Alberta en 1922,.
Comme de nombreuses villes industrielles canadiennes dans les années 1930, Blairmore avait des sympathies pour le communisme. Le premier conseil municipal et conseil scolaire communiste du Canada a été élu à Blairmore en 1933, ce qui a réformé le système fiscal, et a refusé d'observer le jour du Souvenir comme un jour férié impérialiste et a honoré la révolution russe à la place. Une rue a été nommée d'après le chef du Parti communiste du Canada, Tim Buck, une décision qui a été renversée par le conseil municipal suivant.
Blairmore a fusionné avec quatre autres municipalités pour former la municipalité de Crowsnest Pass en 1979.

### Milice canadienne
De 1946 à 1965, Blairmore abritait des unités de la milice canadienne associées aux Royal Canadian Electrical Mechanical Engineers. De 1946 à 1950, l'atelier blindé no 22 a existé avant d'être renommé en tant que troupe du 39e Escadron technique (1950-1954) et finalement du 31e Escadron technique (1954-1965). Pendant cette période, l'escadron avait un groupe qui défilait régulièrement dans la ville ainsi qu'un 535 Corps des cadets de l'Armée royale canadienne qui existait jusqu'en 1971.

## Géographie

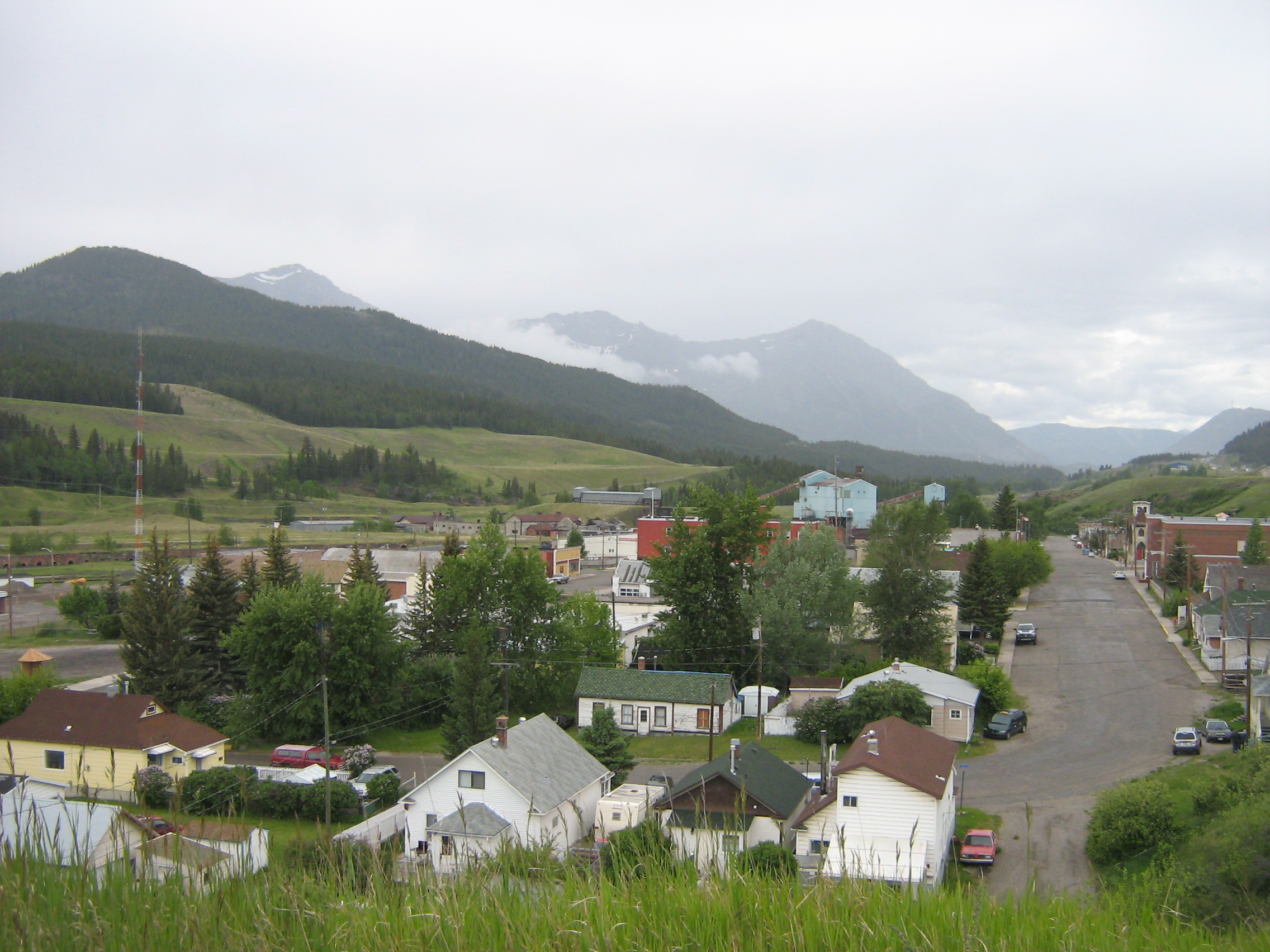
Vue éloignée de Blairmore. Notez les Rocheuses canadiennes en arrière-plan.

Blairmore est situé dans le sud-ouest de l'Alberta, dans les Rocheuses canadiennes. C'est environ 135 km à l'ouest de Lethbridge sur la route 3 (Crowsnest Highway) et environ 20 km à l'est de la frontière de la Colombie-Britannique. Les communautés voisines de Frank et Coleman sont respectivement à 3 km à l'est et 6 km à l'ouest.

### Géologie
Les roches volcaniques de la région de Blairmore sont liées à la formation de Crowsnest . En tant qu'unité géologique, les volcanites ont reçu une certaine attention à la fin des années 1980 lorsque les géologues ont déclaré avoir trouvé des traces d'or dans certaines unités des volcanites La blairmorite, une roche volcanique rare de la formation Crowsnest, doit son nom à Blairmore.

## Démographie
Selon le Recensement du Canada de 2006, la population de Blairmore est de 2 088 habitants, ce qui représente 36% de la population totale de la municipalité de Crowsnest Pass (5 749).